# Budynek Szkoły Realnej Michaiła Karczewskiego

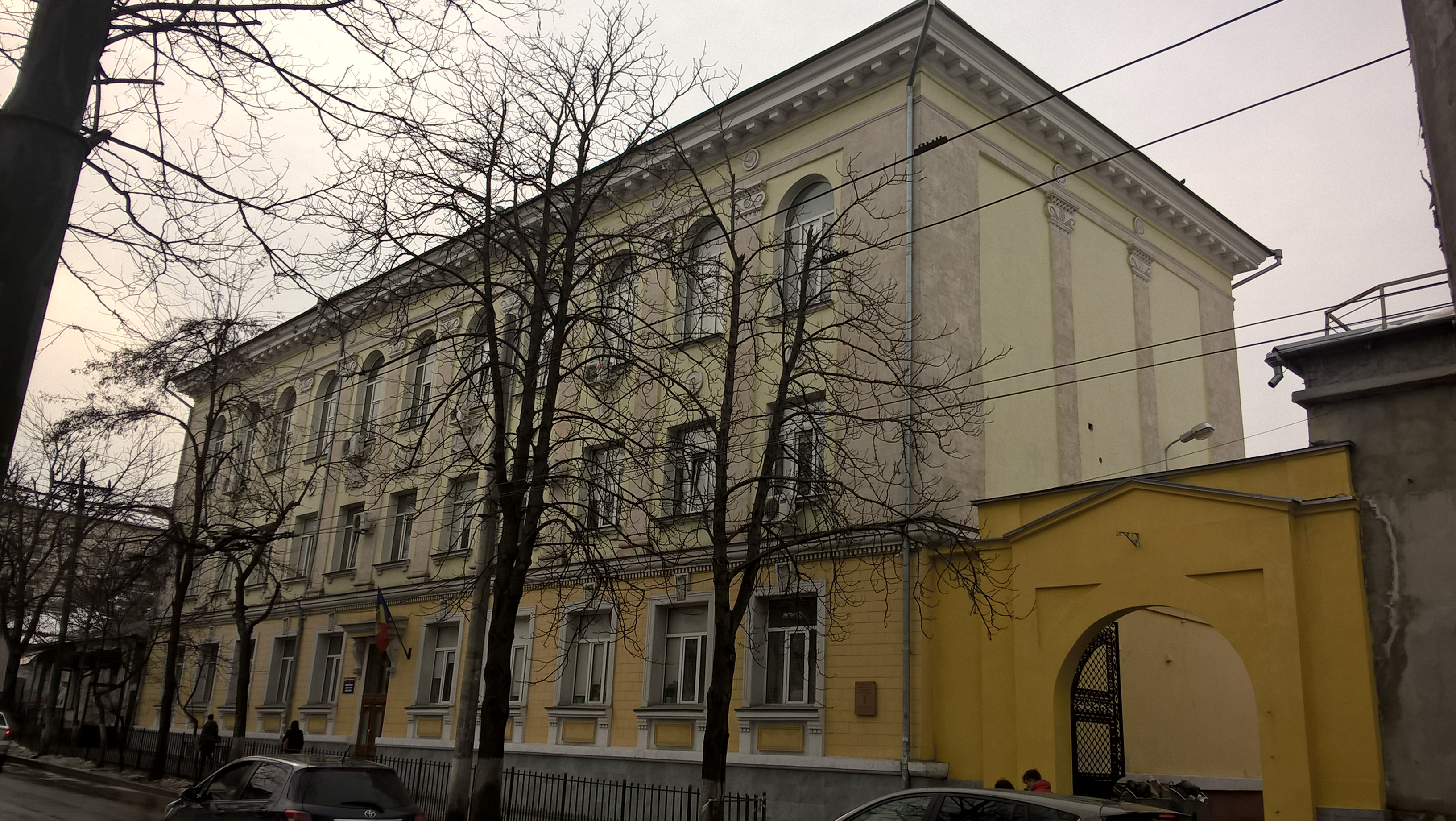

Budynek Szkoły Realnej Michaiła Karczewskiego – zabytek architektury Kiszyniowa, położony przy ul. metropolity Gabriela (Bănulescu-Bodoni) 33. Obecnie mieści się w nim liceum teoretyczne im. Mircei Eliadego.

## Historia
Parterowy budynek przy ówczesnej ul. Gogola został wzniesiony w 1901 r. W 1907 r. Michaił Karczewski kupił go od kupca Caprela Davidova z przeznaczeniem na siedzibę założonej dwa lata wcześniej szkoły, która otrzymała status i uprawnienia szkoły realnej. W 1908 r. Karczewski zastawił należący do siebie budynek na sąsiedniej posesji, a w 1913 r. sprzedał go, by ze zdobytych w ten sposób pieniędzy sfinansować powiększenie siedzibę szkoły. Szkoła realna działała w tym miejscu do 1930 r., w tym też roku w budynku otwarto szkołę podstawową nr 15. Po II wojnie światowej budynek został rozbudowany w stylu socrealistycznym. W obiekcie działała po 1945 r. szkoła podstawowa nr 37, a od 1990 r. liceum teoretyczne im. Mircei Eliadego.

## Architektura
Budynek wzniesiony jest na planie prostokąta. Jego najstarszą częścią jest kondygnacja parterowa z wejściem w centralnej części i rzędem dziesięciu okien w ozdobnych obramowaniach, rozmieszczonych po pięć po obydwu stronach wejścia. Tę część budynku zdobi neoklasycystyczny gzyms z ząbkami. Dwa wyższe piętra budynku wzniesiono w stylu socrealistycznym, z nawiązaniami do architektury renesansu włoskiego w postaci rzędu pilastrów i gzymsu na ostatniej kondygnacji. Na dobudowanym pierwszym piętrze budynku otwory okienne są prostokątne, zaś na drugim - półkoliste. W przestrzeni między pierwszym i drugim piętrem umieszczono płaskorzeźby symbolizujące naukę i wiedzę.